# Jiří Polnický
Jiří Polnický (Kosmonosy, 16 december 1989) is een Tsjechisch wielrenner. Hij begon zijn carrière in het veld. Zo werd hij in 2006 Tsjechisch kampioen bij de junioren, en wist op het WK 2007 3de te worden op amper één seconde van Joeri Adams. Na een goede periode bij de junioren, was het minder bij de beloften. Dit maakte dat hij vanaf 2012 zich meer op de weg ging richten.

## Erelijst

### Cyclocross
| Seizoen   | Wereldbeker | Superprestige | bpost bank trofee | WK  | TK  | Overige | Totaal aantal zeges |
| --------- | ----------- | ------------- | ----------------- | --- | --- | ------- | ------------------- |
| 2011-2012 |             |               |                   | 30e | 6e  |         | 0                   |
| 2012-2013 |             |               |                   | ND  | DNF |         | 0                   |

### Weg
2012
- 1e etappe Ronde van Tsjechië (ploegentijdrit)

2013
- GP Vysočina

2016
- 3e etappe Szlakiem Grodów Piastowskich

2017
- 1e etappe  Ronde van Tsjechië TTT

## Resultaten in voornaamste wedstrijden
| Jaar |  | WK op de weg |
| ---- |  | ------------ |
| 2015 |  | 98e          |
| 2016 |  | opgave       |
| 2017 |  | 127e         |

Beelen · Bossuyt · Eeckhout · Eising · Kloucek · Polnický · Schoonacker · Van Compernolle · Van Dael · van den Brand · Vanthourenhout · Vantornout · Vernaeckt
Beelen · Boden · Bossuyt · Braet · De Clercq · Eeckhout · Eising · Kloucek · Polnický · Van Compernolle · Van Dael · van den Brand · Vanthourenhout · Vantornout · Vernaeckt · Zlámalík
Aernouts · Beelen · Boden · Bossuyt · Braet · De Clercq · Eeckhout · Eising · Merlier · Pauwels · Polnický · Vanthourenhout · Vantornout · Zlámalík
Aniołkowski · A.Banaszek · N.Banaszek · Bernas · Bodnar · Charucki · Cieślik · Franczak · Gradek · Hník · Koch · Podlaski · Polnický · Simón · Stachowiak · Staniszewski
Bárta · Bucháček · Černý · Hačecký · Kaňkovský · Konwa · Kukrle · Otruba · Polnický · Rajchart · Zahálka